# John Little
John Dutton Conant Little (Boston, Estados Unidos, 21 de febrero de 1928) es un físico estadounidense, profesor en el Instituto Tecnológico de Massachusetts, conocido por el desarrollo en el campo de la investigación operativa de la llamada ley de Little.

## Biografía
Nació en Boston en 1928. Obtuvo su título de grado en física en el Instituto Tecnológico de Massachusetts en 1948, tras lo cual trabajó en General Electric (1948-50). Su tesis doctoral, Use of Storage Water in a Hydroelectric System, que empleó programación dinámica y fue dirigida por Philip M. Morse, fue la primera tesis sobre investigación operativa en Estados Unidos (1955). Tras ello, fue profesor en la Universidad Case de la Reserva Occidental entre 1957 y 1962, antes de regresar al MIT, donde es profesor desde 1962. En 1988, fue profesor visitante en INSEAD.
Sus primeras investigaciones en investigación operativa trataron el control de señales de tráfico, y le dieron fama a través de la ley de Little de 1961. Afirma que «el número promedio de clientes en un sistema (en un cierto intervalo) es igual a la tasa de llegada promedio multiplicada por el tiempo promedio en el sistema». Más tarde se le añadió un corolario: «El tiempo promedio en el sistema es igual al tiempo promedio en la cola más el tiempo promedio que lleva recibir el servicio». Little es considerado uno de los fundadores de la ciencia de la mercadotecnia, debido a su investigación fundamental en modelos de comportamientos de elección individual, control adaptativo del gasto promocional y modelos de mercadotecnia mixta para paquetes de bienes de consumo. Es también fundador de varias empresas, como Management Decisions Systems y Kana Software. El INFORMS entrega anualmente en su honor el Premio John D. C. Little. Es padre del ingeniero eléctrico John N. Little, presidente y cofundador de MathWorks.

## Premios y reconocimientos
- Elegido miembro de la Academia Nacional de Ingeniería en 1989.
- Premios Parlin y Converse de la American Marketing Association.
- Títulos honoríficos de la Universidad de Lieja y de la Universidad de Mons-Henao.
- Medalla Kimball del Institute for Operations Research and the Management Sciences.
- Fellow del INFORMS y de la Asociación Estadounidense para el Avance de la Ciencia.
- Premio Buck Weaver de la Escuela de Administración y Dirección de Empresas Sloan en 2003.[4]